# Filmband in Gold

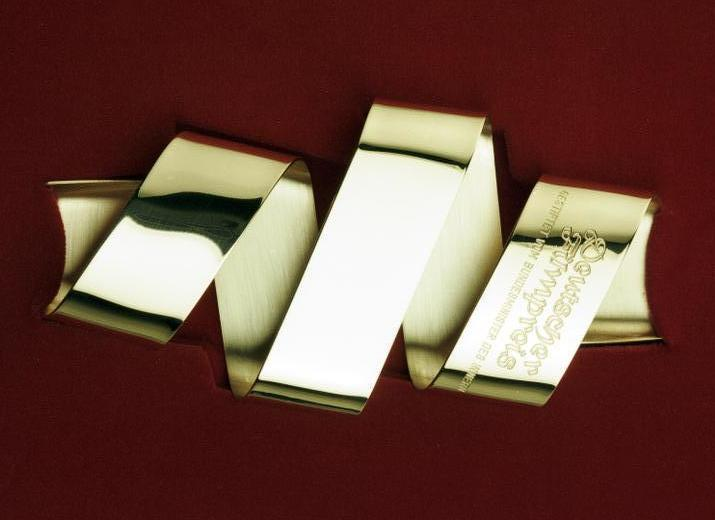
Das Filmband in Gold

Das Filmband in Gold (auch Bundesfilmband in Gold) war bis 1998 äußeres Zeichen einer Ehrung mit dem Deutschen Filmpreis, dem höchstdotierten deutschen Kulturpreis und einem Kernstück der Filmförderung der Bundesregierung. Filmbänder in Gold gab es ebenso wie die Filmbänder in Silber in verschiedenen Kategorien. Seit 1999 wird anstelle des Filmbandes eine Statuette namens Lola vergeben.
Das erste Filmband in Gold erhielt 1951 als bester Drehbuchautor der Schriftsteller Erich Kästner für das Drehbuch zum Film Das doppelte Lottchen.

## Kategorien (Auswahl)
- Bester programmfüllender Film und bester Kurzfilm
- Bester ausländischer Film
- Drehbuch
- Bester Hauptdarsteller und bester Nebendarsteller
- Darstellerische Leistung
- Regie und Nachwuchsregie
- Filmmusik
- Ausstattung
- Schnitt
- Kameraführung
- Langjähriges und hervorragendes Wirken im deutschen Film (Ehrenpreis)

## Preisträger (Auswahl)
| Jahr | Preisträger |
| 1962 | Lil Dagover, Rudolf Forster, Paul Henckels, Trude Hesterberg, Hans Leibelt, Hans Moser, Olga Tschechowa                                                 |
| 1963 | Tilla Durieux, Fritz Lang, Asta Nielsen, G. W. Pabst, Fritz Rasp, Josef von Sternberg, Hans Vogt                                                        |
| 1964 | Ludwig Berger, Ernst Deutsch, Arnold Fanck, Elisabeth Flickenschildt                                                                                    |
| 1965 | Karl Freund, Willy Fritsch, Lilian Harvey, Friedrich Hollaender, Max Mack, Albrecht Schoenhals                                                          |
| 1966 | Sepp Allgeier, Siegfried Arno, Willy Birgel, Fritz Kortner, Hans Posegga                                                                                |
| 1967 | Werner Bochmann, Paul Czinner, Oskar Homolka, Gerhard Lamprecht, Lucie Mannheim, Günther Rittau, Paul Westermeier, Adolf Wohlbrück                      |
| 1968 | Brigitte Helm, Walter Janssen, Erich Kettelhut, Hubert von Meyerinck, Hanna Ralph, Margarete Schön                                                      |
| 1969 | Erik Charell, Liane Haid, Paul Hörbiger, Erich Kästner, Mia May, Oskar Sima, Robert Stolz, Hermann Thimig, Petrus Schloemp                              |
| 1970 | Kurt Bernhardt, Maly Delschaft, Wilhelm Dieterle, Valeska Gert, Fritz Maurischat, Anny Ondra, Franz Schafheitlin                                        |
| 1971 | Richard Angst, Giuseppe Becce, Curt Bois, Willy Haas, Herbert Ihering, Jenny Jugo, Grete Mosheim, Hans Richter, Robert Siodmak, Günther Stapenhorst     |
| 1972 | Lina Carstens, Gunter Groll, Brigitte Horney, Igor Oberberg, Lotte Reiniger, Heinz Rühmann, August Arnold, Henry R. Sokal                               |
| 1973 | Gustav Fröhlich, Rochus Gliese, Käthe Haack, Helmut Käutner, Robert Adolf Stemmle, Dorothea Wieck, Billy Wilder, Hans Cürlis                            |
| 1974 | Ewald Balser, Friedl Behn-Grund, Dieter Borsche, Paul Dahlke, Werner Eisbrenner, Lotte Eisner, Camilla Horn, Gustav Knuth, Wilhelm Thiele               |
| 1975 | Heinz Angermeyer, Franz Grothe, Johannes Heesters, Carl Junghans, Wolfgang Staudte, Grischa Huber                                                       |
| 1976 | Carl Aul, Alfred Bauer, Hans Christian Blech, Charlotte Flemming, Emil Hasler, Hilmar Hoffmann, Ernst Krüger, Bernhard Wicki                            |
| 1977 | Hans Abich, O. W. Fischer, Hildegard Knef, Hans-Martin Majewski, Paul Sauerlaender, Maria Schell, Hans Söhnker, Romy Schneider                          |
| 1978 | Rudolf Arnheim, René Deltgen, Gert Fröbe, Ruth Leuwerik, Lilli Palmer, Rudolf Platte, Franz Seitz, Douglas Sirk                                         |
| 1979 | Marta Eggerth, Fritz Falter, Rudolf Fernau, Werner Fiedler, Kurt Hoffmann, Klaus Kinski, Arthur Kleiner, Carl Raddatz, Nadja Tiller, Luise Ullrich      |
| 1980 | Boris Borresholm, Ivan Desny, Marlene Dietrich, Martin Held, Paul Hubschmid, Hilde Krahl, Liselotte Pulver, Werner Schmidt-Boelcke, Hannelore Schroth   |
| 1981 | Karl Born, Berta Drews, Paul Franke, Wolf Hart, Bruno Hübner, Michael Jary, Curd Jürgens, Marika Rökk                                                   |
| 1982 | Hans Feld, Georg Krause, Maria Paudler, Magda Schneider, Luis Trenker und die Unterzeichner des Oberhausener Manifestes                                 |
| 1983 | Karlheinz Böhm, Friedrich-Wilhelm Dustmann, Blandine Ebinger, Karin Hardt, Falk Harnack, Hardy Krüger, Fritz Thewes, Luggi Waldleitner                  |
| 1984 | Georg Haentzschel, Heidemarie Hatheyer, Theodor Nischwitz, Heinz Pauck, Peter Pewas, Georg Thomalla, Paula Wessely, Sonja Ziemann                       |
| 1985 | Axel von Ambesser, Géza von Cziffra, Gustl Gstettenbaur, Marte Harell, Margot Hielscher, Kurt Lamm, Richard Mostler, Bert Reisfeld, Karl Schönböck      |
| 1986 | Ilse Kubaschewski, Lonny van Laak, Winnie Markus, Peter Pasetti, Ernst Schröder, Herbert Weissbach, Hilde Weissner, Ilse Werner                         |
| 1987 | Betty Amann, Hans Holt, Marianne Hoppe, Trude von Molo, Wolfgang Preiss, Oskar Sala, Gitta Alpár, Carl-Heinz Schroth, Sigfrit Steiner, Ilse Trautschold |
| 1988 | Ottomar Domnick, Käthe Gold, Walter Gross, Irene von Meyendorff, Karl Schneider, Maria Stadler                                                          |
| 1989 | Hans Barkhausen, Carsta Löck, Brigitte Mira, Charles Regnier, Hans Richter, Hilmar Hoffmann, Ernst Krüger, Bernhard Wicki, Heiko Erwin Reinhold         |

| Jahr | Preisträger des Filmbands in Gold                                             |
| 1960 | Hans-Martin Majewski, Edith Schultze-Westrum, Cordula Trantow, Bernhard Wicki |
| 1964 | Fritz Wepper                                                                  |
| 1969 | Renate Roland                                                                 |
| 1979 | Klaus Kinski                                                                  |
| 1988 | Vladimir Weigl                                                                |

### Weitere Entwicklung
Seit dem Jahr 1990 wird für hervorragende Verdienste um den deutschen Film der Filmpreis in Gold als Ehrenpreis verliehen.